# Mogens Uhrenholt
Mogens Marinus Uhrenholt (født 15. oktober 1876 i Nørre Tranders Sogn, død 16. februar 1919 i Shellem, Nigeria) var en dansk læge og missionær, blandt andet 1916-1919 i Nigeria for Dansk Forenet Sudanmission.

## Biografi

### Barndom
Uhrenholt var søn af gårdejer og sognerådsformand Jens Peter Uhrenholt og Maren Jensdatter. I sin korte selvbiografi skriver Mogens Uhrenholt: ... i Barndomshjemmet lærte jeg tidlig at lyde og at arbejde samt fik den kristelige Kundskab dels i Hjemmet og dels i Skolen. Den kristelige Undervisning med følgende Konfirmation gav mig allerede som Barn mange barnlige Tanker om Gud; om de end ikke førte mig til bevidst Overgivelse i Guds Naade og Had til Synden, saa førte de mig dog til, at jeg gav Gud stille Løfter om at ville følge ham..

### Ungdom
Fra sin fødsel i 1876 og frem til 1891 boede Mogens Uhrenholt med sine forældre og brødre på slægtsgården i Øster Uttrup. Efter endt handelseksamen og læreplads i både Randers, Aalborg og Hjørring, gjorde han år 1900 tjeneste på Helsingør Militærhospital. Her blev han assistent for reservelægen. Han skriver selv, at han maaske skylder dette 10 Maaneders Ophold mere, end jeg selv aner; nemlig at jeg valgte at gaa ud paa Missionsmarken som Læge. og fortsætter: Om end der har været Tanker i mig angaaende Missionskald helt fra Ungdommen af, viste jeg dem altid bort, fordi jeg enten syntes mig selv for uskikket eller ogsaa ingen Tid havde dertil.
15. september 1901 giftede Mogens Uhrenholt sig med fiskerpigen Thellefsine Christensen i Skagen Kirke. Samme år åbnede han egen købmandsforretning på hjørnet af Bredegade og Slotsgade i Aalborgs centrum. Forretningen gik imidlertid konkurs året efter.
I oktober 1902 emigrerede parret til Racine (Wisconsin), USA, hvor Mogens Uhrenholt blev ansat på kontoret på traktorfabrikken J.I. Case.

## Livet i USA
I sin korte selvbiografi skriver Mogens Uhrenholt: Aaret 1905 maatte jeg lægge alt til Side for at gaa paa Missionsmarken.. Årstallet refererer formodentlig til, at han i 1905 mistede både sin kone og anden datter. Thellefsine døde i barselssengen, mens datteren kom dødfødt til verden. Året efter mistede Mogens Uhrenholt også sin ældste datter, Esther Elisabeth, der døde af tuberkuløs meningitis.
I 1907 påbegyndte Mogens Uhrenholt lægestudiet, der kom til at vare otte år: først måtte han gennemføre collegeuddannelsen på Dons College Blair, Nebraska, og Fremont Normal School, Nebraska, og dernæst den medicinske uddannelse på Creighton University i Omaha, inden han de arbejdede tre år Valparaiso Universitets medicinske afdeling i Chicago, College of Medicin & Surgery i Chicago.
25. august 1915 giftede han sig med Eline Uhrenholt, født Arildsen. Parret søgte herefter at blive udsendt som missionærer til Afrika gennem Dansk Forenet Sudanmission, hvilket lykkedes i august 1916.

## Livet i Nigeria
Opgaven i Nigeria begyndte på missionsstationen i Numan, Adamawa, hvor lægemissionær Niels Brønnum havde grundlagt missionsstationen i 1913. Her opførte Mogens Uhrenholt blandt andet Skt. Johnss kirke.

### Shellem
18. juni 1918 grundlagde han missionsstationen blandt kanakurustammen i Shellem (i dag Shelleng), ca. 40 km nord for Numan. Her byggede han sit eget hus, en gæstebolig, fire missionærboliger, en kirke, en lægeklinik af mursten, 35 patientboliger, og han behandlede op mod 1000 patienter, inden han 19. februar 1919 døde af blackwater fever, en komplikation af malaria.
Mogens Uhrenholt ligger begravet i Shelleng.